# Černov
Obec Černov (německy Tschernow) se nachází v okrese Pelhřimov v Kraji Vysočina. Žije zde 138 obyvatel.

## Historie
První písemná zmínka o obci pochází z roku 1590.
V letech 2006–2010 působil jako starosta Jan Halík, od roku 2010 tuto funkci zastává Vladislav Marek.

## Pamětihodnosti
- Boží muka u školy
- Kaplička na návsi
- Dům číslo 7

## Galerie

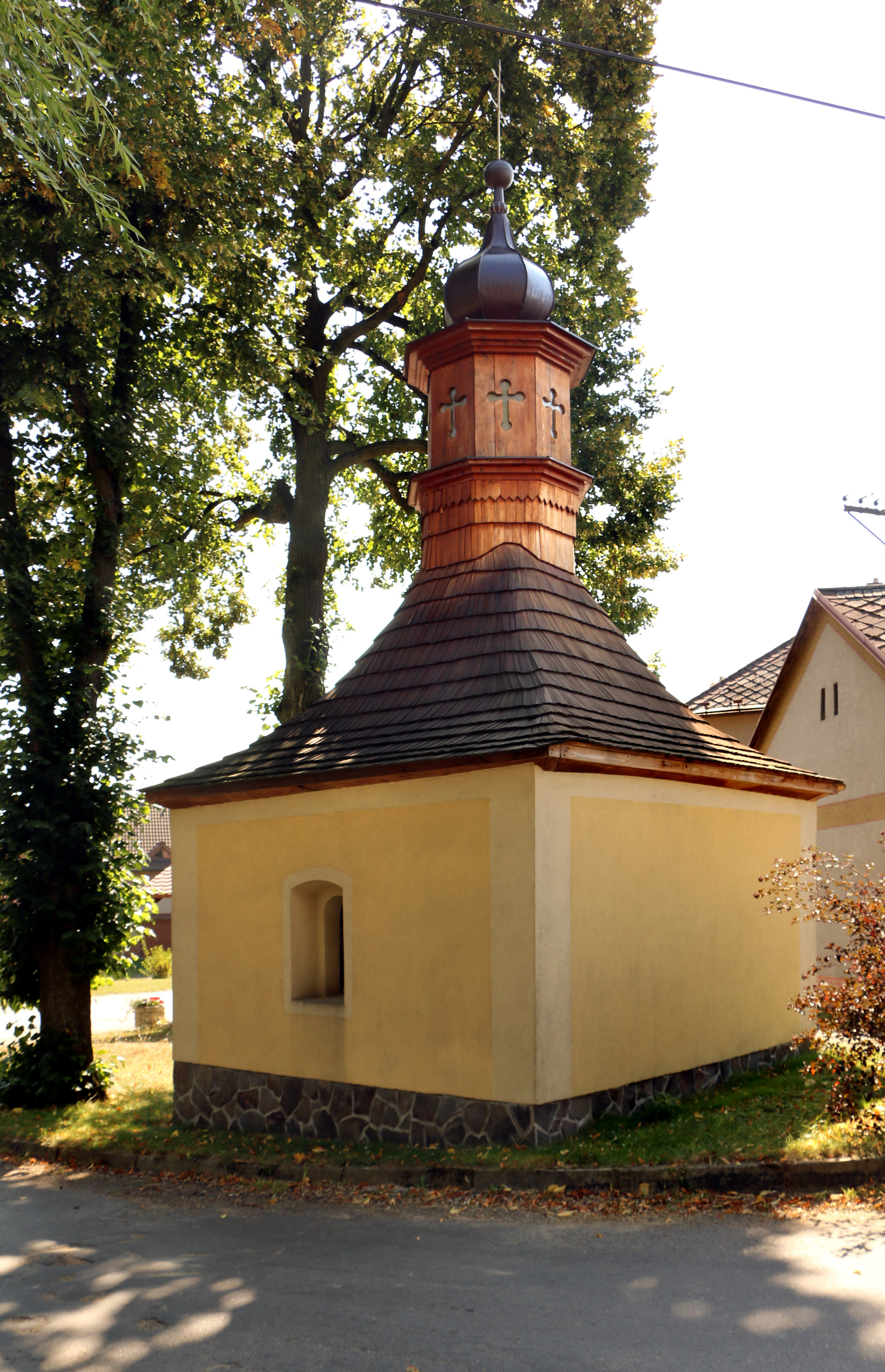
Kaplička na návsi
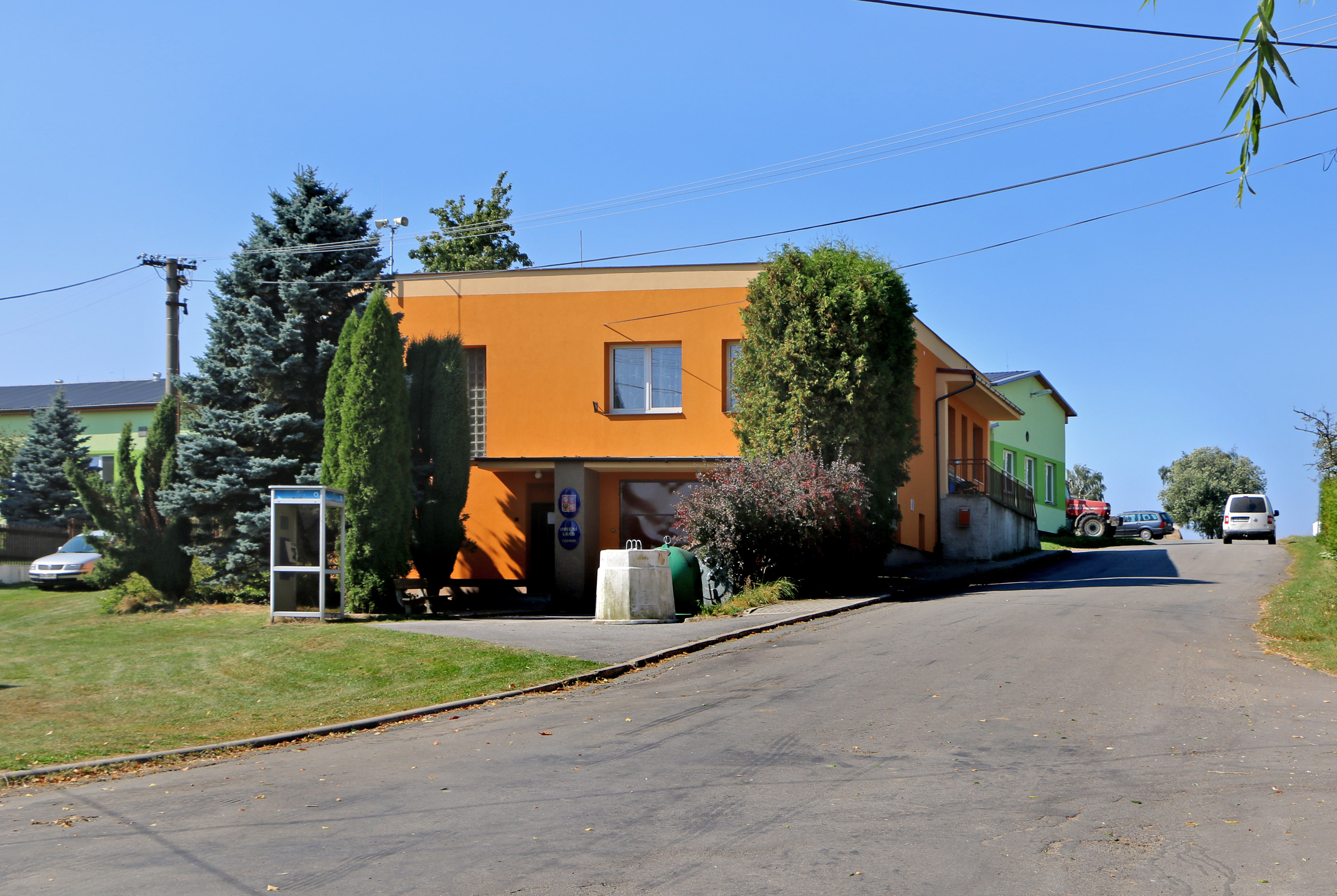
Obecní úřad
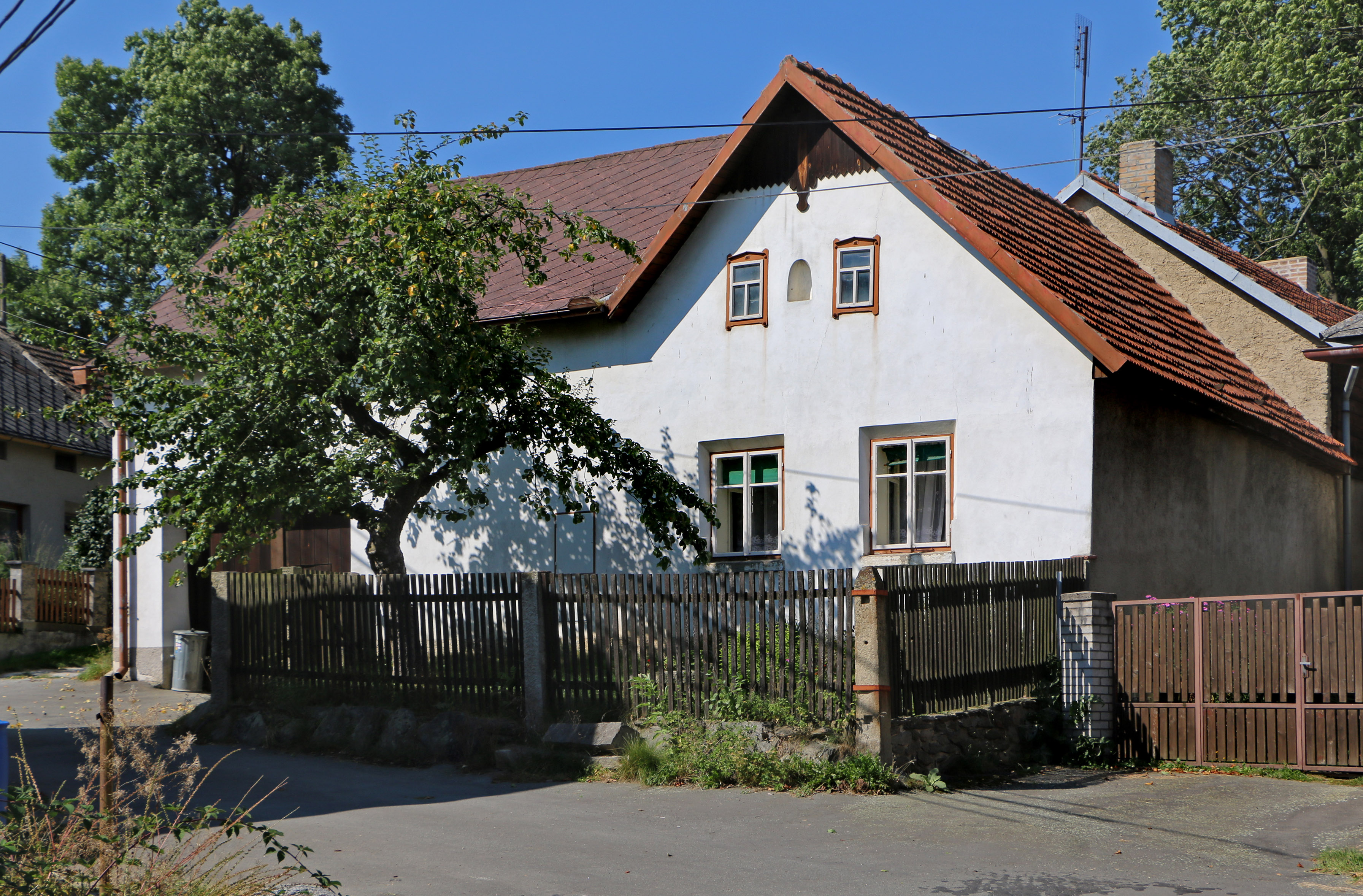
Dům čp. 7
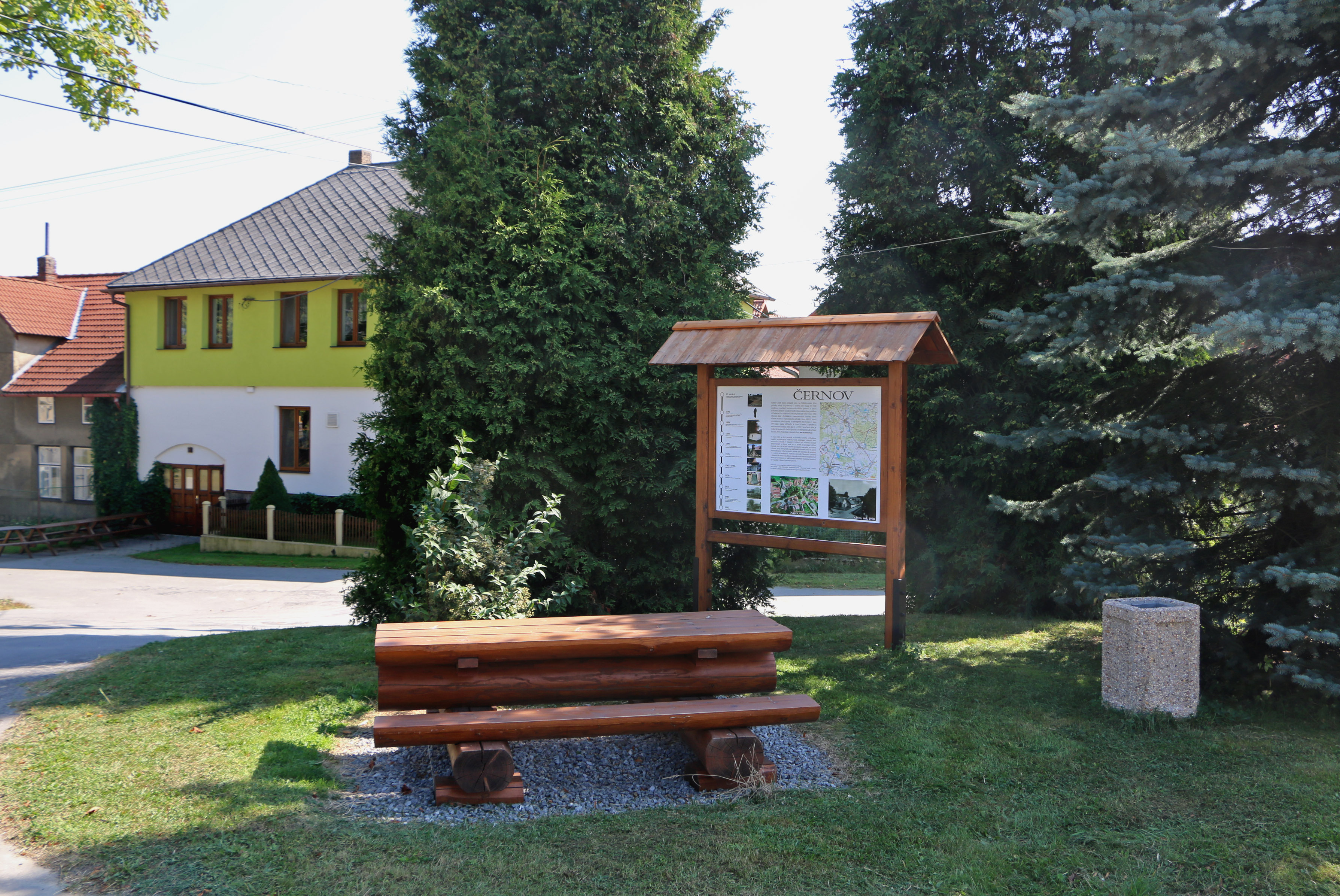
Náves s odpočívkou